# James Philip Bagian
James Philip Bagian dr. (Philadelphia, Pennsylvania, 1952. február 22. –) örmény/amerikai gépészmérnök, űrhajós, ezredes.

## Életpálya
1973-ban a Drexel Egyetemen gépészmérnöki diplomát szerzett. Mérnökként az 3M Company (Bristol), Pennsylvania, majd 1976-1978 között a Haditengerészet Air Test Center Patuxent River központjában (Maryland) mérnök, egyben orvosi tanulmányait folytatja. 1977-ben a Thomas Jefferson Egyetemen orvosi ismeretekből doktorált. Sebész gyakorlatot a Geisinger Medical Center Danville-ben tett. Mérnöki és orvosi szolgálata alatt több mint 1500 órát repült vitorlázó- és merev szárnyú repülőgépen, helikopteren.
1980. május 19-től a Lyndon B. Johnson Űrközpontban részesült űrhajóskiképzésben. 1978-tól Lyndon B. Johnson Space Center egészségügyi részlegének orvosa. Kiképzett űrhajósként tagja volt az első hat űrrepülőgép támogató (tanácsadó, problémamegoldó) csapatának. Az Űrhajózási Iroda rakomány programjának (orvosi, biológiai, legénység életminősége, űrruha és menekülési lehetőség – túlélési felszerelés).  Tagja volt a NASA Kutatási Központ Animal Holding Facility Review Boardnak. A Columbia-katasztrófa vizsgáló bizottságának tagja. Két űrszolgálata alatt összesen 14 napot, 1 órát és 53 percet (337 óra) töltött a világűrben. Űrhajós pályafutását 1995 augusztusában fejezte be. A National Academy of Engineering és az Institute of Medicine vezetője. Igazgatója a Veterans Health Administration (VHA ) és a VA National Center for Patient Safetynek. 2003-ban a repülések vezető sebésze, orvosi tanácsadója, az University of Michigan Tanszék vezetője.

## Űrrepülések
- STS–29, Discovery űrrepülőgép 8. repülésének küldetésfelelőse. A legénység pályairányba emelte TDR–D kommunikációs műholdat. Személyesen kezelte az IMAX kamerát. Orvosi vizsgálatait (470) dokumentálta, elősegítve az űrhajósok felkészítését, rehabilitációját.  Injekció formájában alkalmazta az űrbetegség enyhítésére szolgáló Phenergan gyógyszert. Egy űrszolgálata alatt Összesen 4 napot, 23 órát, 38 percet és 52 másodpercet (119 óra) töltött a világűrben. 3 200 000 kilométert (2 000 000 mérföldet) repült, 80 alkalommal kerülte meg a Földet.
- STS–40, a Columbia űrrepülőgép 11. repülésének küldetésfelelőse. A Spacelab mikrogravitációs laboratórium programja kifejezetten tér- és élettudományi kísérletek voltak. Felelős vezetőként irányította a kutatásokat: a szív, erek, tüdő, vese, és a hormontermelő mirigyek reagálását súlytalanságban. Vizsgálták az űrbetegség megjelenését, az izmok, csontok, és a sejtek változásait. Egy űrszolgálata alatt összesen 9 napot, 2 órát és 14 percet (218 óra) töltött a világűrben. 6 083 223 kilométert (3 779 940 mérföldet) repült, 146 kerülte meg a Földet.